# Alison Leslie Gold
Pour les articles homonymes, voir Gold.
Alison Leslie Gold (née à New York en 1945) est une écrivaine américaine qui a écrit plusieurs livres sur la Seconde Guerre mondiale, et en particulier sur Anne Frank.

## Biographie
Alison Leslie Gold est née et a grandi à New York. Elle a étudié à l'université de Caroline du Nord et à la New School for Social Research de New York.

## Ouvrages
- Anne Frank Remembered: The Story of the Woman Who Helped Hide the Frank Family, 1988[2].
- The Devil's Mistress: The Diary of Eva Braun: The Woman Who Lived and Died with Hitler : A Novel[3].
- Memories of Anne Frank: Reflections of a Childhood Friend, 1999.
- Clairvoyant: The Imagined Life of Lucia Joyce[4]Fiet's Vase and Other Stories of Survival Europe 1939, 2003[5].
- Mon amie Anne Frank, Bayard jeunesse, 2005[6].
- Love in the Second Act, 2006[7].
- Hannah Goslar Remembers: A Childhood Friend of Anne Frank, 2008[8].
- Lost and Found, 2010[9].

## Distinctions
- 1988 : Christopher Award pour Anne Frank Remembered ;
- 1997 : nommée au National Book Award pour The Devil's Mistress[10] ;
- 1998 : Notable Children's Book Award pour Memories of Anne Frank ;
- 2001 : Notable books for a Global Society, pour A Special Fate ;
- 2009 : Golden Earphone Award pour Anne Frank Remembered (version audio).